# Textos de execração

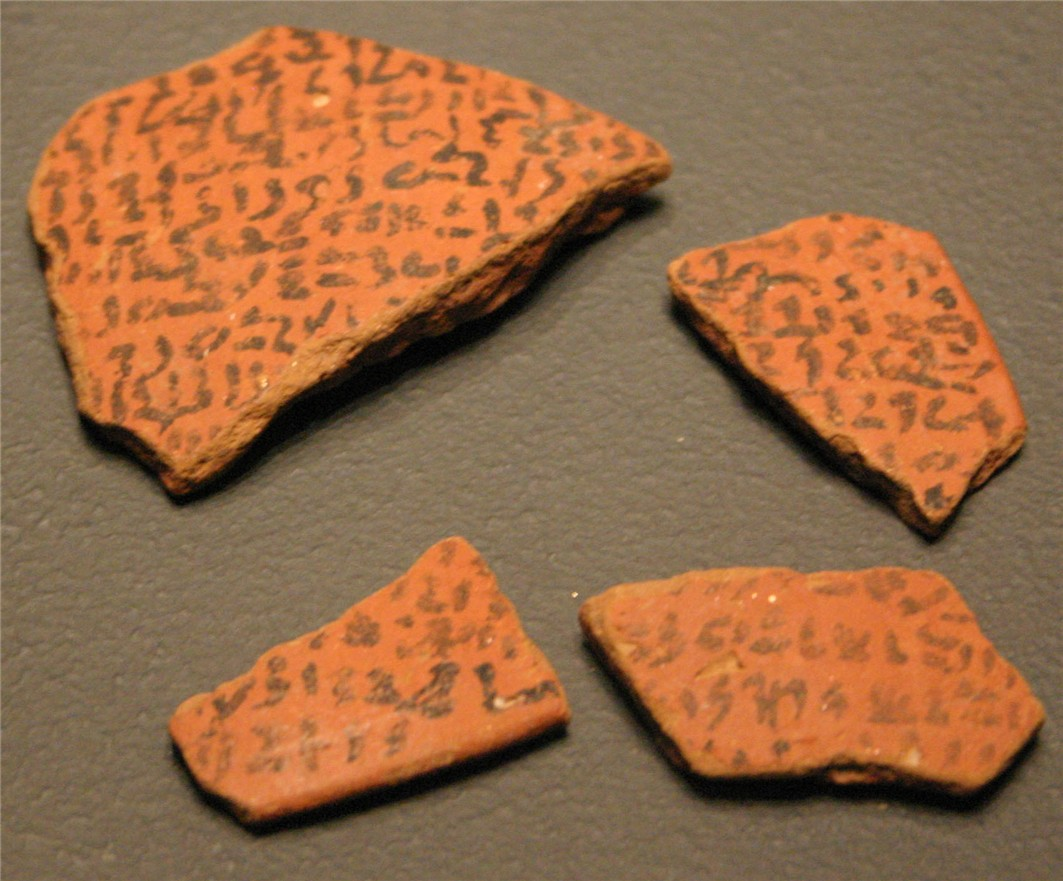
Fragmentos hieráticos

Textos de execração, também conhecidos como listas de proscrição, são textos hieráticos egípcios antigos, listando inimigos do faraó, na maioria das vezes inimigos do estado egípcio ou vizinhos estrangeiros problemáticos. Os textos eram mais frequentemente escritos em estatuetas de estrangeiros amarrados, tigelas ou blocos de argila ou pedra, que eram posteriormente destruídos. O processo cerimonial de quebrar os nomes e enterrá-los pretendia ser uma espécie de magia simpática que afetaria as pessoas ou entidades nomeadas nos textos. Os fragmentos eram geralmente colocados perto de tumbas ou locais rituais. Essa prática era mais comum em tempos de conflito com os vizinhos asiáticos do Egito.

## Períodos históricos de textos de execração
Os textos de execração são atestados desde o final do Império Antigo (c. 2686–2160 a.C.) até o Império Novo (c. 1550–1069).
Os primeiros textos de execração física datam da 6.ª dinastia (séculos 24 a 22 a.C.) durante o Império Antigo do Egito. São estatuetas feitas de argila crua e moldadas no formato de estrangeiros amarrados com etiquetas de nome inscritas em seus peitos, às vezes em tinta vermelha. Mais de quatrocentas dessas estatuetas foram escavadas no cemitério de Gizé, enquanto algumas outras foram desenterradas nos assentamentos de Elefantina e Balat.
No Império Médio (c. 2055–1650), os egípcios continuaram a usar estatuetas como textos de execração. Por exemplo, um grupo de estatuetas grandes e pequenas datadas do final da 12.ª dinastia foi escavado na necrópole de Sacará. Os egípcios do Império Médio também começaram a usar vasos de cerâmica para textos de execração, o que é evidenciado por uma escavação de mais de 175 vasos fora da fortaleza egípcia em Mirgissa, na Baixa Núbia. Esses vasos, datados de meados da 12ª dinastia, foram inscritos com longos textos de execração e parecem ter sido quebrados deliberadamente, provavelmente como parte do ritual de execração.
Apenas alguns exemplos de textos de execração datados do Segundo Período Intermédio (c. 1700–1550) e do Império Novo (c. 1550–1069) foram encontrados.

### Períodos refletidos nos textos
Foi notado que os textos de execração posteriores criados durante o Império Médio, pelo menos parcialmente repetem, com algumas atualizações, fórmulas dos textos mais antigos do Império Antigo. Ben-Tor, portanto, argumenta que os textos do Império Médio não refletem, em parte ou inteiramente, a realidade histórica de seu tempo, mas a do Império Antigo ou, arqueologicamente falando, da Idade do Bronze Inicial (BI) em vez da Idade do Bronze Médio (BM). Ele ressalta que os sítios identificados foram todos ocupados durante o BI, a maioria deles sendo fortificados.